# Нина Симон
Нина Симо́н (на английски: Nina Simone), с истински имена Юнис Катлин Уеймън (Eunice Kathleen Waymon), е американска певица и пианистка.
Известна е с текстовете, които пише. Музиката ѝ обикновено е причислявана към джаза, но на нея не ѝ харесва това определение, така че за нейното творчество може да се каже още, че съдържа елементи на блус, ритъм енд блус и соул.
На върха на кариерата си е тясно свързана с борбата срещу расизма в Съединените щати. През 1973 година напуска родината си и се заселва отначало в Барбадос, а по-късно във Франция. Като причина за това изтъква именно расизма. Посещава отново Съединените щати за концертно турне едва през 1985 година

## Биография

### Ранни години
Симон е родена като Юнис Катлин Уеймън в Трайън, щата Северна Каролина, в бедно афроамериканско семейство с 8 деца на 21 февруари 1933 година. Баща ѝ Джон Диван Уеймън (1898 – 1972) се занимава с домашни ремонти, известно време има център за химическо чистене, но често боледува. Майка ѝ Мери Кейт Уеймън (1901 – 2001) е методистка пасторка.
Нина Симон започва да свири на пиано едва 4-годишна. Първата песен, която научава, е „God Be With You, Till We Meet Again“". Първоначално свири в местната църква, а първия си концерт с класическа музика изнася на 12 години. По-късно разказва, че по време на концерта нейните родители, седнали на първия ред, са принудени да се преместят по-назад, за да направят място на бели хора, но тя отказва да свири, докато не ги върнат. Учителят по музика на Симон създава специален фонд за дарения за нейното обучение, което ѝ дава възможност да учи в частно средно училище за афроамериканци в Ашвил.

### Последни години
Нина Симон умира в съня си в Кари льо Руе, Франция на 21 април 2003 година.

## Дискография
- Little Girl Blue (1957)
- Nina Simone and Her Friends (1957)
- Jazz as Played in an Exclusive Side Street Club (1958)
- My Baby Just Cares for Me (1959)
- The Amazing Nina Simone (Colpix, 1959)
- Nina Simone at Town Hall (Colpix, 1959)
- The Original Nina Simone (1959)
- Nina Simone at Newport (Colpix, 1960)
- Forbidden Fruit (Colpix, 1961)
- Nina at the Village Gate (Colpix, 1962)
- Nina Simone Sings Ellington! (Colpix, 1963)
- Nina Simone at Carnegie Hall (Colpix, 1963)
- Nina’s Choice(1963)
- Folksy Nina (Colpix, 1964)
- Nina Simone in Concert (Philips, 1964)
- Broadway. Blues. Ballads (Philips, 1964)
- I Put a Spell on You (Philips, 1965)
- Pastel Blues (Philips, 1965)
- Nina Simone with Strings (Colpix, 1966)
- Let It All Out (Philips, 1966)
- Wild is the Wind (Philips, 1966)
- High Priestess of Soul (Philips, 1967)
- Nina Simone Sings the Blues (RCA Victor, 1967)
- Silk & Soul (RCA Victor, 1967)
- 'Nuff Said! (RCA Victor, 1968)
- Nina Simone and Piano (RCA Victor, 1969)
- To Love Somebody (RCA Victor, 1969)
- Black Gold (RCA Victor, 1970)
- Here Comes the Sun (RCA Victor, 1971)
- Heart & Soul (1972)
- Emergency Ward! (RCA Victor, 1973)
- It Is Finished (RCA Victor, 1974)
- Baltimore (1978)
- Fodder on My Wings (Carriere, 1982)
- Nina’s Back (VPI, 1985)
- Let It Be Me (Verve, 1987)
- Live & Kickin' (VPI, 1987)
- A Single Woman (Electra, 1993)
- The Essential Nina Simone (compilation, RCA, 1993)
- The Rising Sun Collection (compilation, Just A Memory Records, 1994)
- Live at Ronnie Scott’s (Meteor, 1999)
- Sugar in my Bowl: The Very Best 1967 – 1972